# 크라스노고르스크 (모스크바주)

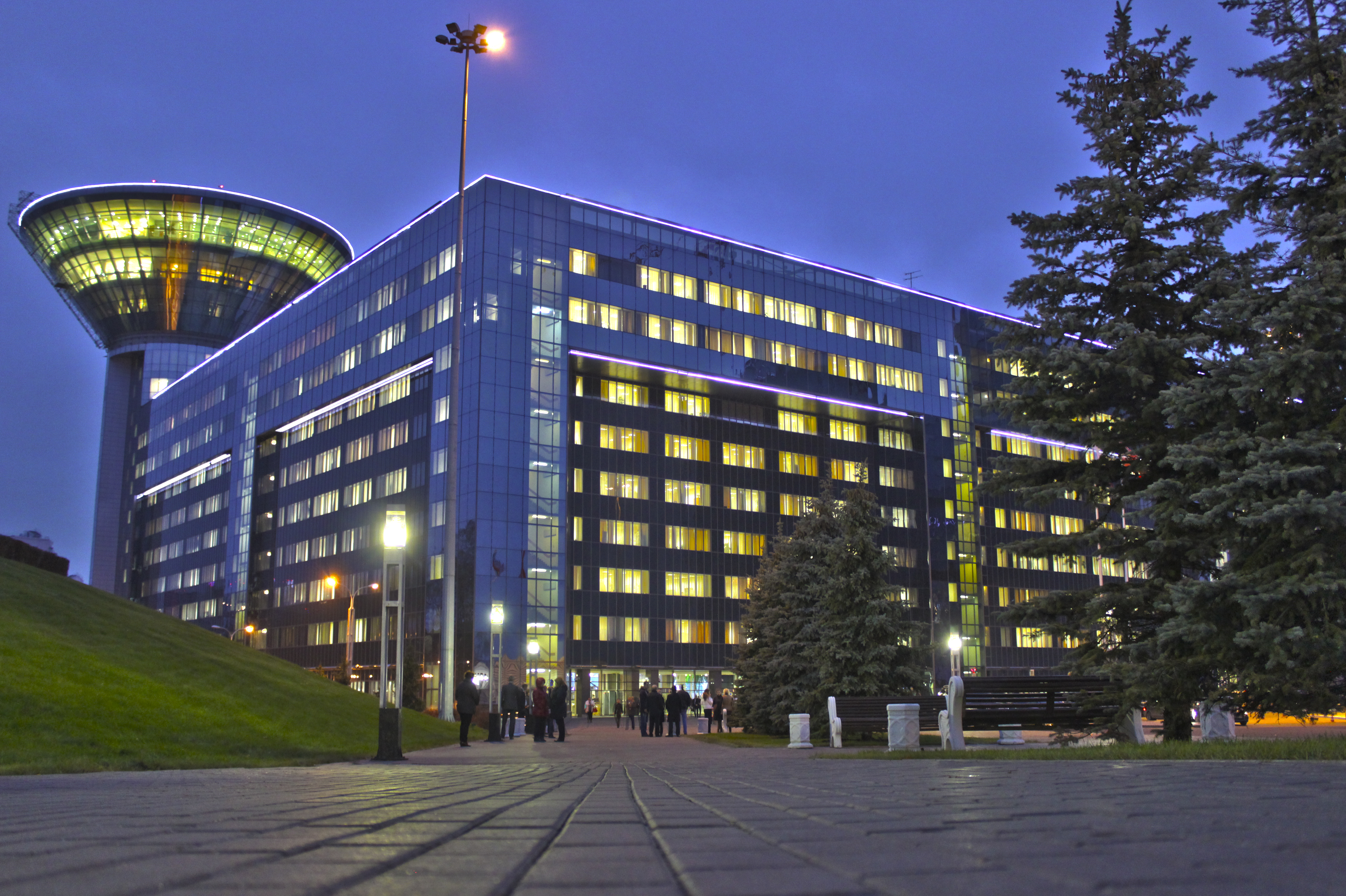

크라스노고르스크(러시아어: Красного́рск)는 모스크바주 크라스노고르스키 군에 속한 도시이다. 인구는 9만200명(2001년)이다. 모스크바강이 흐르고, 23km지점에 모스크바가 위치해 있다. 모스크바 — 리가를 연결하는 지점에 위치해 있다. 모스크바주 정부와 의회가 위치한 도시이기도 하다.
이 수족관은 모스크바 서쪽의 Crocus City Mall에 있다. 전시회에는 나비 정원뿐만 아니라 해양 및 민물 종, 조류, 파충류 및 원숭이가 포함된다. 전 세계에서 온 5,000여 종의 다양한 종의 서식지이다.